# 圓川隆夫
圓川隆夫（円川隆夫、えんかわ たかお、1949年11月27日- ）は、日本の経営工学者、東京工業大学名誉教授。職業能力開発総合大学校校長。紫綬褒章受章。

## 来歴
山口県生まれ。1973年東京工業大学工学部経営工学科卒業。1975年東京工業大学大学院理工学研究科修士課程経営工学専攻修了、1980年「市場品質の数量化と品質の展開への応用」で工学博士の学位を取得。1975年東京工業大学助手、1980年東京工業大学経営工学科助教授、1988年教授となり、2016年定年退任、名誉教授、職業能力開発総合大学校校長に就任する。
この間、1997年から国土交通省交通政策審議会委員。2004年から大学評価・学位授与機構学位審査会社会システム工学専門委員会委員長、日本IE協会理事。2005年から日本自動認識システム協会理事、財務省関税・外国為替等審議会委員、同会長代理。2006年から日本品質管理学会会長及び日本学術会議連携会員、日本ロジスティクスシステム協会理事。2008年から財務省国際物流と税関行政に関する懇談会座長、財務省シングルウィンドウ推進官民懇話会座長、財務省輸出入・港湾関連情報処理センター設立委員会委員長。2009年から経営工学関連学会協議会会長、日本技術者教育認定機構理事、輸出入・港湾関連情報処理センター株式会社経営諮問委員など。

## 著書
- 『多変量のデータ解析』朝倉書店 経営工学ライブラリー 1988
- 『トータル・ロジスティクス 生販物統合化のキーポイント』工業調査会 1995
- 『オペレーションズ・マネジメントの基礎 現代の経営工学』朝倉書店 経営システム工学ライブラリー 2009
- 『我が国文化と品質 精緻さにこだわる不確実性回避文化の功罪』日本規格協会 2009

### 共編著
- 『消費者からみた耐久消費財の製品評価』秋庭雅夫共著 日刊工業新聞社 1986
- 『SQC理論と実際』宮川雅巳共著 朝倉書店 シリーズ<現代人の数理> 1992
- 『CALSの実像 コストダウンの決めて 21世紀に生き残るためのビジネス・インフラストラクチャー』共著 日経BP出版センター 1995
- 『生産マネジメントの手法』伊藤謙治共著 朝倉書店 シリーズ<現代人の数理> 1996
- 『製品開発論』安達俊行共著 日科技連出版社 社会理工学シリーズ 1997
- 『次世代交通カード革命 汎用電子乗車券・電子マネー時代の切り札』編 NTT出版 1998
- 『生産管理の事典』黒田充,福田好朗共編 朝倉書店 1999
- 『おはなし新商品開発 事例で分かるCRTや新商品開発スコアカードの威力!』入倉則夫,鷲谷和彦共編著 日本規格協会 2007
- 『顧客満足CSの科学と顧客価値創造の戦略 グローバル生産文化と日本文化の強みを生かすものコトづくり発想』フランク・ビョーン共著 日科技連出版社 2015
- 『戦略的SCM 新しい日本型グローバルサプライチェーンマネジメントに向けて』編著 日科技連出版社 2015

## 受賞・栄典
- 2023年 瑞宝中綬章[4][5]
- 2013年 紫綬褒章[3]
- 2013年 日経品質管理文献賞[3]
- 2010年 デミング賞本賞[3]
- 2009年 日本経営工学会賞[3]
- 2004年 日本物流学会論文賞[3]
- 2000年 QC文献賞[3]
- 1999年 物流功労賞[3]
- 1999年 IMS成果賞[3]
- 1997年 日経品質管理文献賞[3]
- 1996年 日本経営情報学会論文賞[3]
- 1995年 情報化月間運輸大臣賞個人表彰[3]
- 1988年 日経品質管理文献賞[3]
- 1981年 日本品質管理学会論文奨励賞[3]
- 1980年 日経品質管理文献賞[3]